# Jean-Luc Ballestra
Pour les articles homonymes, voir Ballestra.
Jean-Luc Ballestra est un baryton français, né en 1976 à Nice.

## Carrière
Il se forme à la trompette et au chant au conservatoire de musique de sa ville natale. Il prend très vite contact avec la scène et le public, et dès l'âge de 20 ans, il incarne Mars dans Orphée aux enfers et Mercutio dans Roméo et Juliette à l'Opéra de Nice.
Les années suivantes, dans plusieurs festivals lyriques, il aborde un très large répertoire : Moralès dans Carmen, Schaunard dans La Bohème, Johann dans Werther.
Invité à l'Opéra national de Paris-Bastille, il a joué Pantalon dans L'Amour des trois oranges (opéra) et Le Pilote dans Tristan et Isolde. En 2006, il est invité en compagnie de Roberto Alagna, à l'Opéra de Montpellier dans une production de Cyrano de Bergerac d'Alfano.

## Récompenses
- « Révélation artiste lyrique de l'année » aux Victoires de la musique classique en 2007[1]